# Mohamed Amanulla
Mohideen Mohamed Amanulla – lankijski piłkarz, grający na pozycji pomocnika, trener piłkarski.

## Kariera piłkarska

### Kariera klubowa
Występował w miejscowych klubach, m.in. Ratnam SC i Saunders SC.

### Kariera reprezentacyjna
Pełnił funkcje kapitana narodowej reprezentacji Sri Lanki. Amanulla pomógł Sri Lance wygrać w 1995 Mistrzostwa SAFF w piłce nożnej, strzelając 3 gole w turnieju finałowym.

## Kariera trenerska
Od października 2009 do 22 lutego 2010 prowadził narodową reprezentację Sri Lanki. Również trenował lankijskie kluby, w tym Renown SC i Saunders SC.

## Sukcesy i odznaczenia

### Sukcesy reprezentacyjne
- mistrz SAFF: 1995